# Fay (namn)

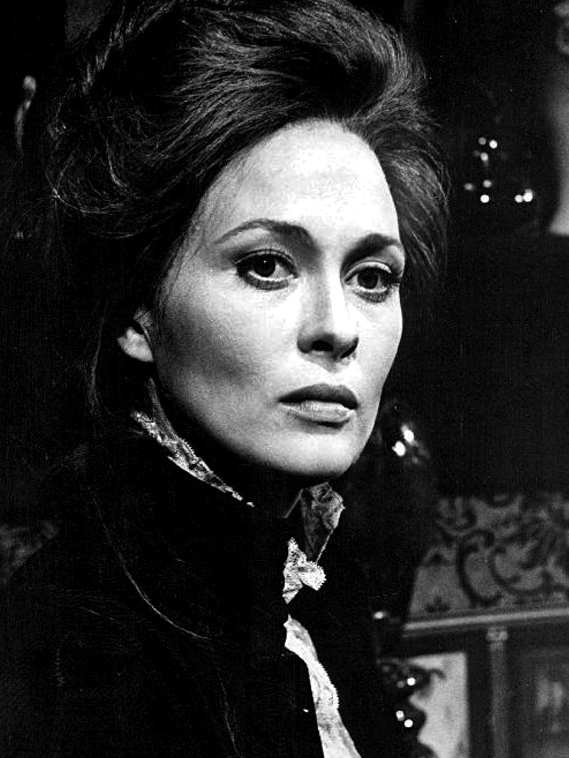
Faye Dunaway

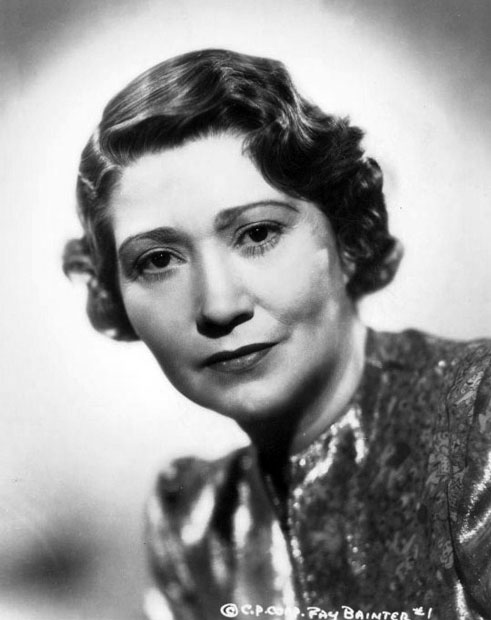
Fay Bainter

Fay eller Faye är ett engelskt kvinnonamn som betyder älva.. Namnen Fay respektive Faye är även släktnamn.
I januari 2017 anger Statistiska Centralbyrån att i Sverige är 115 kvinnor och 4 män är döpta till Fay samt att 8 personer har det som efternamn. Motsvarande antal för Faye är 111, 4 respektive 96.
Namnsdag: saknas

## Personer med namnet Fay eller Faye
- Fay Bainter, amerikansk skådespelare
- Fay Crocker, amerikansk golfspelare
- Faye Dunaway, amerikansk skådespelare
- Faye, Frans Christian, norsk medicinprofessor, miasmaförespråkare
- Faye Grant, amerikansk skådespelare
- Fay Ripley, brittisk skådespelare
- Faye Tozer, brittisk sångerska
- Fay Weldon, brittisk författare
- Fay Gillis Wells, amerikansk journalist och flygpionjär
- Fay Wray, kanadensisk-amerikansk skådespelare